# Bổ nhiệm giám mục của Giáo hội Công giáo
Việc bổ nhiệm các giám mục trong Giáo hội Công giáo là một quá trình phức tạp. Các giám mục có thâm niên, các tín hữu, sứ thần Tòa Thánh, các thành viên khác nhau của Giáo triều Rôma và cả giáo hoàng đều có một vai trò trong việc lựa chọn. Tiến trình bổ nhiệm chính xác thay đổi dựa trên một số yếu tố, bao gồm việc giám mục đến từ Giáo hội Công giáo nghi lễ Latinh hoặc là một trong các Giáo hội Công giáo phương Đông, vị trí địa lý của giáo phận, vị trí giáo phận ứng viên được bổ nhiệm và cả việc liệu ứng viên đã được phong chức giám mục trước đây.

## Lịch sử
Ban đầu, các giám mục đã được chọn lựa bởi các giáo sĩ địa phương với sự chấp thuận của các giám mục các giáo phận gần đó. "Một vị tân giám mục được bầu đã được đặt vào chức vụ mới và được trao thẩm quyền [...] bằng các giám mục giám sát cuộc bầu cử và thực hiện việc tấn phong." Các giám mục các các giáo phận quan trọng nhất cần phải nhận được sự chấp nhận từ giám mục Roma. Những Giáo phụ đầu tiên của Giáo hội chứng thực việc Giáo hội Rôma với tầm ảnh hướng của giáo phận này, là tâm điểm của thẩm quyền. Họ chứng thực cho sự phụ thuộc của Giáo hội vào Rôma để được tư vấn, giải quyết tranh chấp, và hướng dẫn các vấn đề học thuyết. Ngoài ra, họ cũng đưa ra một vài lưu ý, điển hình là Ignatius của Antioch (khoảng thế kỷ thứ nhất), rằng Rome "giữ chức vụ chủ tịch" trong số các giáo hội khác. Irenaeus (thế kỷ thứ 2), giải thích, "vì nguồn gốc cao quý của nó, tất cả các giáo hội khác phải đồng ý" với Roma. Họ cũng nêu nhận định các giáo hội khác hoàn toàn hiệp thông với Rôma và giám mục của Rôma, chính điều đó đã làm nên tính hiệp thông của Giáo hội Công giáo. Điều này cũng thể hiện quan điểm công nhận như Cyprian của Carthage (thế kỷ thứ 3) đã nhận định Roma là giáo hội chính yếu, trong đó sự hiệp nhất về giáo huấn xuất phát từ nó. Vào thời kỳ của Công đồng Nicaea I vào năm năm 325, các giám mục trưởng (giám mục đô thành) đã có một vai trò quan trọng nhất trong việc lựa chọn tân giám mục. Công đồng quyết định rằng yêu cầu đơn giản nhất của việc bổ nhiệm tân giám mục cũng cần có sự đồng ý của giám mục đô thành.
Sau đó, các nhà chức trách nhà nước yêu cầu sự chấp thuận của họ cho việc bổ nhiệm các giám mục. Trong thời trung cổ, các nhà cầm quyền không chỉ yêu cầu sự đồng ý của họ đối với một cuộc bầu cử thực hiện bởi các nhà khác mà còn yêu cầu quyền được chọn trực tiếp các giám mục. Cuộc tranh cãi về việc phong chức đã thay đổi đến mức độ nào đó, nhưng sau đó có nhiều vị vua và các cơ quan thế tục khác thực hiện quyền bổ nhiệm hoặc ít nhất là quyền phủ quyết cho đến nửa sau của thế kỷ 20. Vào đầu thế kỷ 19, điều này vẫn còn bình thường, mặc dù sự phản đối của Giáo hội ở Ireland đối với quyền phủ quyết của hoàng gia về việc bổ nhiệm các giám mục, Toà Thánh đã chuẩn bị để trao cho nhà vua Anh.
Đó là vào năm 1871 rằng một sự thay đổi cơ bản trong luật và thực hành đã bắt đầu diễn ra. Trong năm đó, luật bảo đảm cho Giáo hoàng quyền lựa chọn các giám mục của Vương quốc Ý, tất cả 237 trong số các giám mục, tuy nhiên, việc bổ nhiệm các giám mục Ý thực tế lại rơi vào tay vua Victor Emmanuel II của Ý. Mặc dù giáo hoàng lên án quy định này, nhưng trong bảy tháng tiếp theo, 102 vị giám mục Ý mới đã được bổ nhiệm. Trước khi thống nhất nước Ý, các nhà cai trị khác nhau đã thực hiện các bổ nhiệm của họ, và Giáo hoàng chỉ có quyền bổ nhiệm làm như vậy chỉ trong khu vực lãnh thổ Giáo hoàng. Luật của Pháp đưa ra năm 1905 về tách các Nhà thờ và Nhà nước có tác động tương tự cho việc chỉ định các giám mục trong các lãnh thổ do Pháp kiểm soát. Vào đầu thế kỷ 20, việc bổ nhiệm các giám mục Công giáo là trở nên thực tế gần như phổ quát, ngoại trừ các vùng chịu ảnh hưởng của Tây Ban Nha và Bồ Đào Nha, việc bổ nhiệm giám mục Công giáo vẫn còn trong tay các viên chức dân sự.
Như vậy, Bộ Giáo luật năm 1917 đã có thể khẳng định rằng, trong Giáo hội Công giáo nghi lễ Latinh, quyết định bổ nhiệm này chỉ thuộc về Giáo hoàng. Trong suốt thế kỷ 20, các đặc quyền còn lại của các nhà cầm quyền thế tục đã giảm dần, đặc biệt là kể từ Công đồng Vatican II (1962-1965), tuyên bố rằng quyền chỉ định và bổ nhiệm các giám mục thuộc về riêng thẩm quyền giáo hội có thẩm quyền và yêu cầu các cơ quan dân sự vẫn còn có quyền và đặc ân trong lĩnh vực này tự nguyện từ bỏ.

## Các giám mục thuộc Giáo hội nghi lễ Latinh
Giáo luật điều 401 khoản 1 quy định các giám mục tại các tổng giáo phận/giáo phận (kể cả các hồng y) phải nộp đơn từ chức cho Giáo hoàng khi đến tuổi 75. Một số vị thực hiện việc này sớm hơn để được sự chấp thuận có hiệu lực ngay lập tức khi vừa đạt đến độ tuổi 75. Các giám mục cũng nên đưa ra quyết định từ chức nếu sức khoẻ yếu hoặc các vấn đề nghiêm trọng khác khiến họ không thích hợp để hoàn thành nhiệm vụ của mình. Bức thư từ chức trước hết được nộp cho sứ thần Tòa Thánh hay là khâm sứ Tòa Thánh hoặc đại diện của giáo hoàng tại quốc gia hoặc vùng địa lý. Vị này sau đó chuyển thư đến cứ bộ phận nào của Toà Thánh mà có trách nhiệm đặc biệt đối với việc lựa chọn các giám mục cho đất nước đang đề cập đến: Bộ Truyền giáo Phúc Âm của các Dân tộc trong trường hợp các quốc gia truyền giáo, Thánh bộ về Giáo hội Phương Đông trong trường hợp giám mục ở một số quốc gia Trung Đông và Hy Lạp, Phủ Quốc vụ khanh Tòa Thánh nếu chính phủ của quốc gia đã được trao quyền phản đối "một bản chất chính trị" (không phải là một đảng phái chính trị) hoặc có liên quan đến một số cách khác, nhưng thường là Thánh bộ Giám mục. Thánh bộ trong giáo triều có nghĩa vụ trình bày đề nghị của giám mục về việc từ chức cho giáo hoàng, người có một loạt các lựa chọn từ chối đề nghị từ chức để chấp thuận việc từ chức với hiệu lực ngay lập tức. Trong trường hợp các giám mục giáo phận đã lên đến 75 tuổi, quyết định thông thường là chấp nhận việc từ chức nhưng chỉ có hiệu lực từ ngày công bố việc bổ nhiệm người kế nhiệm, một quyết định được gọi là chấp thuận nunc pro tunc.
Nếu từ chức được chấp nhận có hiệu lực ngay lập tức, ngai tòa giám mục (giáo phận) sẽ trống tòa theo quyết định từ giáo hoàng. Việc giáo phận trống tòa cũng có thể ra do việc thuyên chuyển giám mục sang một tòa giám mục giáo phận hoặc vị trí khác, hoặc do cái chết của vị này. Trong trường hợp chấp nhận chấp thuận nunc pro tunc, giáo phận không trống tòa ngày lập tức, nhưng quá trình dẫn đến bổ nhiệm giám mục kế vị thường diễn ra ra cách nhành chóng, không chậm trễ.
Một yếu tố quan trọng trong việc lựa chọn một vị giám mục là từ danh sách các linh mục, của cả linh mục giáo phận và linh mục các hội dòng, rằng các giám mục thuộc giáo tỉnh giáo hội hoặc toàn thể Hội đồng giám mục đánh giá phù hợp một cách tổng quát (không tham khảo bất kỳ giáo phận nào) cho việc bổ nhiệm các giám mục. Họ phải lập danh sách này ít nhất ba năm một lần, để nó luôn luôn là danh sách ứng viên tiềm năng mới nhất.
Khi một giáo phận cụ thể có nhu cầu bổ nhiệm một giám mục cho giáo phận, vị đại diện giáo hoàng (Sứ thần Tòa Thánh hoặc Khâm sứ Tòa Thánh) hỏi một số vị giám mục có thâm niên, hoặc trong trường hợp giáo phận trống tòa, vị tổng đại diện hay giám quản giáo phận soạn thảo một báo cáo về tình hình và nhu cầu của giáo phận. Người được chọn thay thế vị giám mục vừa đệ đơn từ chức đó sẽ được chọn làm giám mục, nếu trong trường hợp trống tòa, giám quản giáo phận hay Giám quản Tông Tòa giáo phận. Đại diện giáo hoàng cũng có nghĩa vụ hỏi ý kiến tổng giám mục đô thành và các giám mục khác trong giáo tỉnh, chủ tịch hội đồng giám mục, và ít nhất là một số thành viên của hội đồng tư vấn và hội nhóm của giáo phận. Ngoài ra, ông cũng có thể tham khảo ý kiến của người khác, cho dù giáo sĩ là linh mục giáo phận hay các dòng tu và kể cả "những người giáo dân có trí tuệ trổi vượt".
Giáo luật Công giáo nhấn mạnh việc cho phép những người được tư vấn cung cấp thông tin và bày tỏ quan điểm của họ một cách bí mật, đòi hỏi phải được tư vấn "riêng và bí mật". Theo đó, khi tờ Irish Times ngày 12 tháng 4 năm 2007 xuất bản văn bản của bức thư của Tổng Giám mục Giuseppe Lazzarotto, Sứ thần Tòa Thánh tại Ireland, đã hỏi ý kiến của các linh mục về việc chọn vị giám mục tiếp theo của họ, ông nói: "Tất cả các khía cạnh liên quan đến quá trình bổ nhiệm giám mục nên được giải quyết theo chế độ bảo mật nghiêm ngặt nhất, tôi tin tưởng rằng bạn sẽ hiểu rằng tôi không thể rời khỏi thực tiễn này."
Sứ thần quyết định một danh sách ngắn, thuật ngữ gọi là terna, về ba ứng viên để điều tra thêm và tìm kiếm thông tin chính xác về mỗi người trong số họ. Vì nếu người ta được biết đến rộng rãi rằng một linh mục không phải là người cuối cùng được chọn cho chức vụ này thì người ta có thể nghĩ rằng ông ta đã bị loại vì một số lỗi bản thân từ ông ta (một kết luận vô căn cứ vì tất cả những người được kiểm tra có thể thích hợp nhưng cuối cùng chỉ có một người có thể được lựa chọn), sứ thần sẽ hỏi những người được hỏi ý kiến về các ứng cử viên cách cá nhân từng người để thực hiện sự bảo mật nghiêm ngặt nhất trong nghiên cứu ứng viên. Sau đó ông sẽ gửi cho Tòa thánh danh sách ("terna") của (thông thường là) ba ứng viên có vẻ thích hợp nhất để xem xét, cùng với tất cả các thông tin đã thu thập được từ họ và kèm theo thông tin với những kết luận mà chính bản thân ông rút ra từ bằng chứng ông tìm được.
Những phẩm chất mà ứng viên phải có được liệt kê tại giáo luật điều 378 khoản 1. Ứng viên cần có độ tuổi ít nhất là 35 tuổi và là một linh mục trong ít nhất 5 năm, ông phải trổi vượt về đức tin vững vàng, hạnh kiểm tốt, đạo đức, nhiệt thành với các linh hồn, thông thái khôn ngoan và các nhân đức nhân bản, và có những tài năng khác giúp mình có đủ sức chu toàn giáo vụ; ông cũng cần và ứng viên cần nên được thông thạo Kinh thánh, thần học và Giáo luật, và tốt nhất là giữ bằng tiến sĩ ở một trong những lĩnh vực này.
Các thánh bộ thuộc Giáo triều Rôma chịu trách nhiệm về bổ nhiệm giám mục nghiên cứu tài liệu do sứ thần cung cấp, và có bao gồm đến ý kiến của ông này, nhưng không nhất thiết phải chấp nhận. Nơi này thậm chí còn có thể bác bỏ tất cả các ứng viên mà sứ thần đề nghị và yêu cầu ông chuẩn bị một danh sách khác, hoặc có thể yêu cầu ông cung cấp thêm thông tin về một hoặc nhiều linh mục đã được giới thiệu. Khi Thánh bộ đã quyết định về việc cần bổ nhiệm linh mục nào, cơ quan này cũng sẽ trình bày những kết luận của mình cho giáo hoàng, thỉnh cầu ông xem xét và bổ nhiệm. Nếu giáo hoàng đồng ý, việc bổ nhiệm của giáo hoàng được thông báo cho sứ thần để sứ thần hỏi sự chấp thuận của linh mục được bổ nhiệm và chọn ngày công bố việc bổ nhiệm. Vị tân giám mục được bổ nhiệm có nghĩa vụ phải được tấn phong lên hàng giám mục trong vòng ba tháng kể từ khi cha được bổ nhiệm, và thường việc chuẩn bị cho buổi lễ diễn ra trong khoảng ít nhất một tháng sau khi tin bổ nhiệm được công bố. Nếu buổi lễ tấn phong được tổ chức trong giáo phận, tân giám mục sẽ lên nắm quyền ngay lập tức. Nếu lễ tấn phong diễn ra ở nơi khác, cần có một nghi lễ khác theo yêu cầu sau khi tấn phong, để nhận chức vụ mới của mình tại giáo phận.
Để hoàn tất quá trình bổ nhiệm và dẫn đến kết luận rõ ràng đòi hỏi nhiều thời gian, thường là phải mất ít nhất chín tháng, và đôi khi nó có thể mất đến hai năm.
Tiến trình được miêu tả ở trên là cách bình thường để bổ nhiệm giám mục giáo phận. Trong trường hợp một vị giám mục phụ tá, giám mục giáo phận chọn ba linh mục để trình thỉnh nguyện bổ nhiệm, nhưng sứ thần vẫn có nhiệm vụ thu thập thông tin và ý kiến về ứng cử viên, và Thánh Bộ có thể lựa chọn một trong số họ hoặc yêu cầu một danh sách các ứng cử viên khác sẽ được đệ nộp.
Ở một số quốc gia, hội đồng giáo phận hay một cơ quan khác quyết định về ba cái tên ứng viên tiềm năng để gửi thông qua sứ thần đến Tòa Thánh. Với mỗi ứng viên, sứ thần gửi thông tin ông thu thập được về họ. Nếu cả ba ứng cử viên đều không có ai được Tòa Thánh chấp nhận, hội đồng này sẽ bị yêu cầu trình lên một danh sách khác. Tuy nhiên, Tòa Thánh có thể từ chối toàn bộ danh sách và bổ nhiệm một người nào đó không đề cập đến bởi hội đồng này. Trong các trường hợp khác, hội đồng giáo phận chọn lựa vị tân giám mục qua danh sách ba ứng viên do Tòa Thánh đề nghị.
Hiện có một vài hội đồng giáo phận tham gia vào việc tuyển chọn các giám mục của 13 trong 27 giáo phận tại Đức (Aachen, Cologne, Essen, Freiburg, Fulda, Hildesheim, Limburg, Mainz, Münster, Osnabrúck, Paderborn, Rottenburg-Stuttgart, Trier), 3 giáo phận tại Thụy Sĩ (Basel, Chur, Sankt Gallen) và 1 giáo phận tại Áo (Salzburg).
Đối với các Giáo hạt tòng nhân, được thành lập bởi Tông Hiến Anglicanorum Coetibus, vì tôn trọng truyền thống của người Anh giáo, vị Thường vụ sẽ được Giáo hoàng bổ nhiệm từ một trong những ứng viên do Hội đồng Quản trị Giáo hạt tòng nhân đó đề nghị.(Giáo luật điều 4 khoản 1).
Trong quá khứ, các đặc quyền liên quan đến việc bổ nhiệm các giám mục đã được trao cho các vị vua và các cơ quan dân sự khác. Theo quyết định của Công đồng Vatican II, bộ Giáo luật quy định rằng "trong tương lai, không có quyền hoặc các đặc quyền của việc tuyển chọn, bổ nhiệm, đề cử hay chỉ định các ứng viên giám mục của các cơ quan dân sự được thừa nhập". Trong thực tế, khoảng hơn mười quốc gia, chính quyền dân sự vẫn có quyền tư vấn hoặc thậm chí đề cử ứng viên giám mục.

## Các Giáo hội Công giáo Đông phương
Có 23 Giáo hội Công giáo Đông phương với tổng cộng khoảng 20 triệu người đang hiệp thông với Tòa Thánh nhưng các nghi lễ phụng vụ và các hoạt động khác của họ khác nhau về hình thức. Một thượng phụ của giáo hội Công giáo Đông phương tự trị lựa chọn các giám mục của mình để phục vụ trong lãnh thổ riêng của mình, nhưng các giám mục khác lại do Giáo hoàng bổ nhiệm. Trước khi tuyển chọn một giám mục, Hội đồng Thượng phụ xem xét những cái tên ứng viên do các thành viên đề nghị và đưa ra danh sách những người được coi là những ứng cử viên hợp lệ cho nhiệm vụ giám mục; các ứng viên này được thông báo cho Giáo hoàng và bất cứ tên ứng viên nào mà giáo hoàng từ chối đều bị loại ra khỏi danh sách. Khi Hội đồng Thượng phụ của Giáo hội tự trị cần phải bổ nhiệm một giám mục, thì họ không cần phải làm thêm thủ tục nào khác nếu người được chọn đã nằm trong danh sách được giáo hoàng chấp thuận; nhưng nếu ứng viên không có trong danh sách, hội đòng Giáo hội tự trị này cần có sự đồng ý của Giáo hoàng, là điều kiện tiên quyết trước khi hỏi ứng viên về việc có chấp thuận trở thành giám mục. Các thủ tục tương tự cho một Giáo hội tự trị hiệp thông với Giáo hội Công giáo Rôma do một Đại Tổng giám mục đứng đầu. Trong các bản tin chính thức trên các phương tiện truyền thông của Tòa Thánh, các bổ nhiệm này này được công bố dưới hình thức các quyết định của Giáo hội Đông phương, chứ không phải của Giáo hoàng. Thủ tục bổ nhiệm các giám mục của các Giáo hội Đông phương khác và các giám mục của các Giáo hội do Thượng phụ hay một Đại Tổng giám mục phục vụ bên ngoài lãnh thổ của Giáo hội đó thì tương tự như thủ tục các giám mục nghi lễ Latin, và các tin bổ nhiệm được công bố dưới dạng các quyết định của Giáo hoàng.